# Вайшнюнай
Вайшнюнай (лит. Vaišniūnai) — село в восточной части Литвы, входит в состав Игналинского района. В 2011 году население Вайшнюная составило 31 человек. В письменных источниках впервые упоминается в 1554 году. 

## География
Вайшнюнай находится в западной части района на территории Аукштайтского национального парка. Расстояние до Игналины составляет 10 километров. Село расположено на северном берегу озера Дрингис при впадении в него ручья Швонгина. Через село проходит дорога 1423 Аза — Вайшнюнай — Гинучяй — Кирдейкяй.
Средняя годовая температура воздуха в Вайшнюнае составляет около 6,0 °C.

## Население
Численность населения по годам: 
| 1984 | 1905 | 1931 | 1959 | 1970 | 1979 | 1989 | 2001 | 2011 |
| ---- | ---- | ---- | ---- | ---- | ---- | ---- | ---- | ---- |
| 72   | 124  | 103  | 99   | 91   | 96   | 84   | 63   | 31   |

## Галерея
- Табличка при въезде в село
- Улица в Вайшнюнае
- Кладбище